# 777 (альбом Latto)
777 — второй студийный альбом американской рэперши Latto (Алисса Мишель Стивенс), изданный 25 марта 2022 на лейблах RCA Records и Streamcut. В альбоме приняли участие 21 Savage, Лил Уэйн, Дональд Гловер, Lil Durk, Nardo Wick и Kodak Black. Продюсированием занимались Dr. Luke, Sonny Digital, FnZ, JetsonMade, D.A. Got That Dope, Фаррелл Уильямс и другие. Он стал продолжением её дебютного альбома Queen of da Souf (2020).

## История
В интервью журналу Complex Латто рассказала, что в альбоме она экспериментировала с различными звуками и жанрами, чтобы показать свою универсальность, включая поп, Современный ритм-н-блюз, трэп и ритмичные вибрации. По её словам, она начала работать над альбомом сразу после своего предыдущего альбома Queen of da Souf (2020) и записала первую песню с него в том же году. Она также объяснила, почему выбрала название альбома:
Семь — это число Бога, так что все началось именно с этого. С самого раннего детства семь всегда было моим любимым числом. А потом тройка — это триумф 666, или победа над 666. Оно стало частью моего бренда, когда я изменила свое имя на Latto в связи с лотереей и казино, сорвав джекпот 777. Но оно уже имело для меня значение. Оно каким-то образом совпало с моей карьерой.
Примерно за неделю до выхода альбома она дала интервью The Breakfast Club, в котором заявила, что исполнитель мужского пола, который звучит в одной из песен альбома, пытался вступить с ней в сексуальные отношения и затруднить ей очистку сэмпла. Поклонники предположили, что это был рэпер Kodak Black, учитывая его предыдущие комментарии, связанные с этой темой, но позже он отрицал, что это был он, а Латто также отрицала, что это был 21 Savage.

## Отзывы
| Оценки критиков | Оценки критиков |
| Источник        | Оценка          |
| --------------- | --------------- |
| AllMusic        | [ 5 ]           |
| Clash           | 8/10            |
| NME             | [ 7 ]           |
| Pitchfork       | 6.5/10          |

Альбом получил положительные отзывы критиков. Ана Ламонд, написавшая для Clash, считает, что «в треклисте прослеживается характерная для Big Latto жёсткая манера исполнения, в то время как она обращается к более чувственному R&B-продакшну, который располагает к уязвимости» и «есть ощущение, что ризер склоняется к все более разнообразному подходу, приветствуя поп-ориентированную коммерческую привлекательность», добавив, что «777 — смелый и амбициозный, прокладывающий путь для удачи Латто, поскольку она осваивает сферы за пределами рэпа Атланты» и «в конце концов, у неё есть татуировка на запястье. ..». Джордан Бассетт из NME выразил мнение, что «вдали от синглов, беспокоящих Billboard, Алисса Стивенс [называя Латто настоящим именем] сбавляет хвастовство и усиливает самоанализ, хотя общее настроение остаётся радостным» и «эта пластинка встречает Стивенс по ту сторону критики, которая преследует её с тех пор, как она представила свой непреднамеренно оскорбительный бывший псевдоним Mulatto, став в итоге победителем реалити-шоу The Rap Game в 2016 году».
Музыкальный критик Pitchfork Тайра Николь Трише заявила, что «777 доказывает, что Латто — грозная сила, хотя ей ещё предстоит поработать, чтобы полностью реализовать свой потенциал» и «если она ещё не до конца определилась с выигрышным звучанием, она готова пойти на большие авантюры». Том Брейхан из Stereogum написал, что 777 — это «острый и хитрый кусок поп-рэпа». Он отметил, что альбом — «полностью продукт мейджор-лейбла», а все треки звучат как «потенциальные синглы», потому что Латто пытается сделать хиты. Он заключил, что альбом «довольно занимательный, в своём низком уровне ставок и обязательств».

### Годовые итоговые списки
| Публикация    | Список                         | Ранг | Ссылка |
| ------------- | ------------------------------ | ---- | ------ |
| HuffPost      | 12 Best Albums of 2022         | н/д  | [ 10 ] |
| Rolling Stone | 100 Best Albums of 2022        | 76   | [ 11 ] |
| Rolling Stone | 25 Best Hip-hop Albums of 2022 | 13   | [ 12 ] |

## Список композиций
| №                   | Название                                              | Автор(ы) | Длительность |
| ------------------- | ----------------------------------------------------- | --- | ------------ |
| 1.                  | «777 Pt. 1»                                           | Alyssa Stephens Jocelyn Donald Sonny Uwaezuoke                                                                                                   | 1:20         |
| 2.                  | «777 Pt. 2»                                           | Stephens Jaucquez Lowe Diego Avendano Joel Banks Taylor Banks                                                                                    | 2:03         |
| 3.                  | «Wheelie» (при участии 21 Savage)                     | Stephens Sage Skolfield Sean Solymar Shéyaa Abraham-Joseph Paul Beauregard Kameron Cole Joshua Goods Jordan Houston Markus Randle                | 2:50         |
| 4.                  | «Big Energy»                                          | Stephens Lowe Эдриан Белью Christopher Frantz Лукаш Готвальд Randall Hammers A1 LaFlare Vaughn Oliver Steven Stanley Theron Thomas Tina Weymouth | 2:53         |
| 5.                  | «Sunshine» (при участии Лил Уэйна и Childish Gambino) | Stephens Skolfield Solymar Dwayne Carter, Jr. Дональд Гловер Anthony Clemons, Jr. Philip Cornish Luke Crowder Uforo Ebong                        | 3:26         |
| 6.                  | «Like a Thug» (при участии Lil Durk)                  | Stephens Durk Banks Eliot Dubock Paris Jones Tatiana Matthews Cooper McGill Sean Stein Justin Zim                                                | 2:52         |
| 7.                  | «It's Givin»                                          | Stephens Donald Isaac de Boni Darryl Clemons Michael Mule Tahj Morgan                                                                            | 2:33         |
| 8.                  | «Stepper» (при участии Nardo Wick)                    | Stephens Donald D. Clemons Horace Walls III Ernest Adams Abdallah Ahmad Jeffrey Shannon                                                          | 2:28         |
| 9.                  | «Trust No Bitch»                                      | Stephens David Doman Finlay Thomas | 2:34         |
| 10.                 | «Bussdown» (при участии Kodak Black)                  | Stephens Lowe Bill Kapri Jason Cornet Joshua Parker Ivory Scott IV Terrence Williams Vanessa Carlton                                             | 2:46         |
| 11.                 | «Soufside»                                            | Stephens Lowe Skolfield Solymar Radric Davis LaDamon Douglas June James                                                                          | 1:51         |
| 12.                 | «Sleep Sleep»                                         | Stephens Donald Jahmal Gwin Samuel Lindley Erika Lockhart Carl Mitchell Quintin Saffold Daen Simmons                                             | 2:51         |
| 13.                 | «Real One»                                            | Stephens Donald Lowe Фаррелл Уильямс | 2:27         |
| Общая длительность: | Общая длительность:                                   | Общая длительность: | 32:54        |

| №                   | Название                                                    | Автор(ы)                                                                                              | Длительность |
| ------------------- | ----------------------------------------------------------- | --- | ------------ |
| 14.                 | «Big Energy» (Remix) (с Mariah Carey при участии DJ Khaled) | Stephens Lowe Belew Frantz Gottwald Hammers A1 LaFlare Oliver Stanley T. Thomas Weymouth Mariah Carey | 3:01         |
| Общая длительность: | Общая длительность:                                         | Общая длительность:                                                                                   | 35:55        |

## Чарты
| Чарт (2022)                            | Высшая позиция |
| -------------------------------------- | -------------- |
| Канада Canadian Albums (Billboard)     | 60             |
| США Billboard 200                      | 15             |
| США Top R&B/Hip-Hop Albums (Billboard) | 8              |

## Сертификации
| Регион                                                                      | Сертификация | Продажи |
| --------------------------------------------------------------------------- | ------------ | ------- |
| США (RIAA)                                                                  | Золотой      | 500 000 |
| Данные о продажах + прослушиваниях приведены только на основе сертификации. |              |         |